# تاتسورو اینوی
تاتسورو اینوی (انگلیسی: Tatsuro Inui؛ زادهٔ ۳۰ ژانویهٔ ۱۹۹۰) بازیکن فوتبال اهل ژاپن است.
از باشگاه‌هایی که در آن بازی کرده‌است می‌توان به باشگاه فوتبال جف یونایتد ایچیهارا چیبا اشاره کرد.